# Partita para flauta sola, BWV 1013
La Partita para flauta sola en la menor, BWV 1013 es una partita escrita para flauta sola en cuatro movimientos por Johann Sebastian Bach probablemente alrededor de 1718.
En función de su técnica de interpretación avanzada, que es más exigente que la parte de flauta para el Concierto de Brandenburgo n.º 5 por ejemplo, sin duda debe haber sido escrita después de 1723. 
El título, sin embargo, es obra de los editores del siglo XX. El título del único manuscrito del siglo XVIII que se conserva es "Solo p[our une] flûte traversière par J. S. Bach". 

## Análisis
Consta de los siguientes movimientos:
1. Allemande
2. Corrente
3. Sarabande
4. Bourrée anglaise